# Негритянская Советская Республика

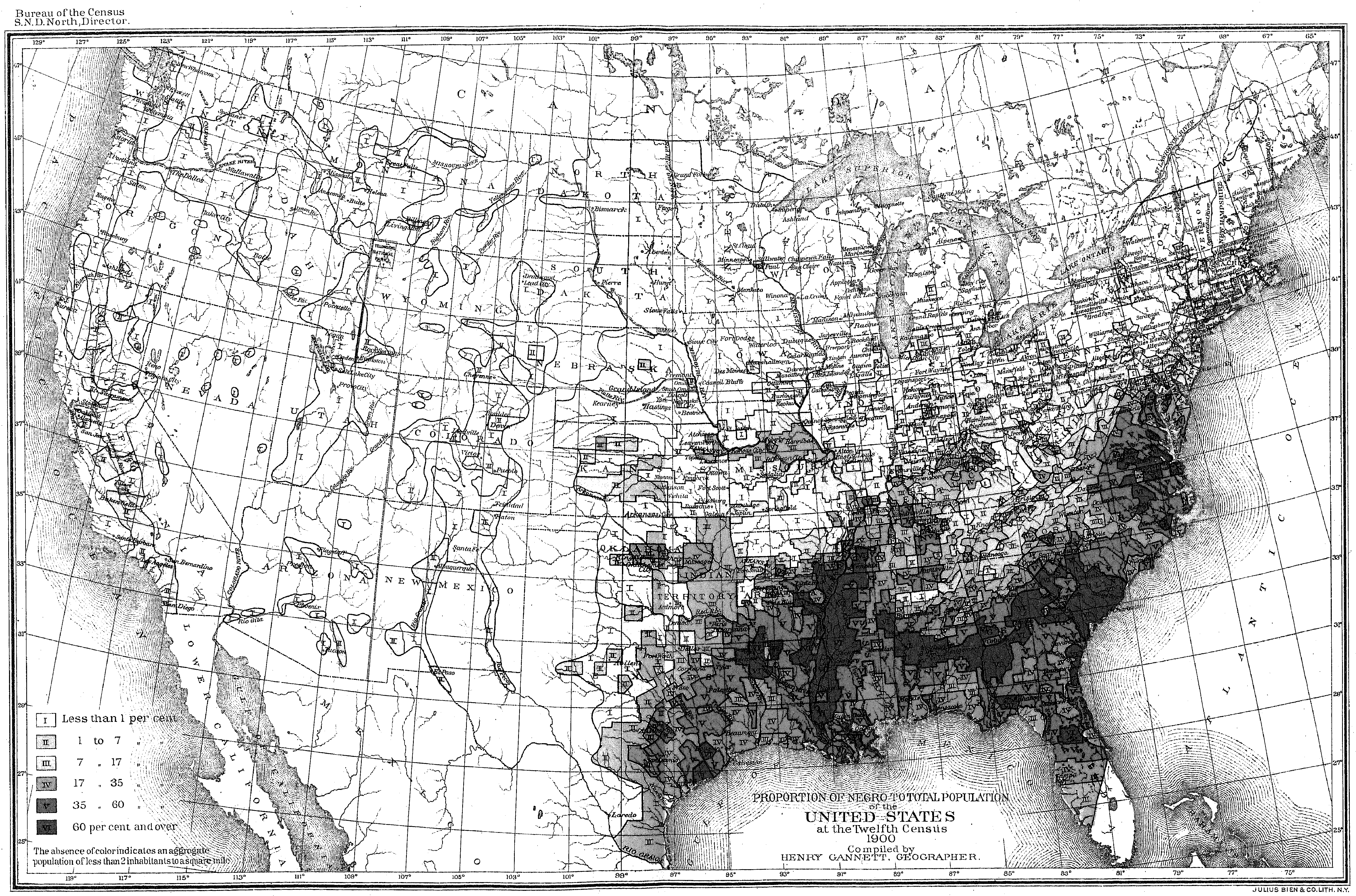
Регионы США с преобладающим негритянским населением выделены чёрным и темносерым цветом на карте переписи населения 1900 года

Негритянская Советская Республика (также известная как Советская Негритянская Республика; Soviet Negro Republic, Negro Soviet Republic) — несостоявшийся государственный проект на юго-западе США. НСР была гипотетической коммунистической республикой или советской республикой, предложенной некоторыми чернокожими американскими коммунистическими активистами в 1930-е годы. В 1945 году бывший лидер Коммунистической партии США сообщил Комитету по расследованию антиамериканской деятельности Палаты представителей, что эти предложения не совпадали с официальным курсом политики Компартии США. Соединённые Штаты В 1960-х годах крайне правое Общество Джона Бирча связало зарождающееся движение за гражданские права чернокожих американцев с планами «Советской негритянской республики», утверждая, что это движение было коммунистическим заговором по отколу от США южных штатов с созданием там негритянского правительства во главе с Мартином Лютером Кингом.

## История
Положение чернокожих американцев в более широком коммунистическом движении в Америке некоторое время было предметом горячих споров. Многие коммунисты выступали за создание независимой советской республики для чернокожих как угнетённой этнической группы в Соединённых Штатах, под влиянием взглядов Маркуса Гарви и его движения «Назад в Африку». Против этого выступали лидеры Комппартии США и многие чернокожие американцы в коммунистическом движении, выступавшие против такого примера сегрегации в стиле Джима Кроу и белого шовинизма, и которая не способствовала улучшению положения чернокожих в Америке в то время.
Предложенная коммунистическая республика в «Чёрном поясе» Юга Соединённых Штатов была упомянута Джеймсом Фордом и Джеймсом Алленом в книге «Негры в Советской Америке» (1935). Управляемая чернокожими людьми в соответствии с принципом самоопределения, предложенная республика впоследствии должна была способствовать федерации с Коммунистическими Соединёнными Штатами. Предложение вызвало критику за то, что в нём содержалось предположение, что чернокожие на самом деле не являются полноценными американцами, и за идею о том, что все чернокожие в Америке должны быть переселены туда.
В 1945 году бывший лидер Коммунистической партии США Эрл Браудер заявил Комитету по расследованию антиамериканской деятельности Палаты представителей, что планы части американских коммунистов по созданию Советской негритянской республики не совпадали с официальным курсом политики Компартии США.

## Использование Обществом Джона Бирча
Крайне правое Общество Джона Бирча продолжало утверждать, что движение за гражданские права афроамериканцев было коммунистическим заговором с целью создания НСР, а её президентом был Мартин Лютер Кинг-младший. Плакаты общества, пропагандирующие это утверждение распространялись во время президентской кампании Барри Голдуотера 1964 года, что, предположительно, возмутило Голдуотера, который считал эти плакаты расистскими.